# Heinz Georg Wagner (General)
Heinz Georg Wagner (* 2. April 1951 in Marburg) ist ein deutscher Brigadegeneral a. D. In seiner letzten Verwendung in der Bundeswehr war er bis Anfang April 2012 stellvertretender Divisionskommandeur und Kommandeur der Divisionstruppen in der 1. Panzerdivision.

## Leben
Nach Schulabschluss und kaufmännischer Lehre trat Wagner 1971 als Soldaten auf Zeit und Reserveoffizieranwärter in Neustadt (Hessen) in die Bundeswehr ein. Im Januar 1974 erfolgte die Wiedereinstellung. Seine Offizierausbildung absolvierte er in Hannover (Offizierlehrgang Teil I und II). Im Panzeraufklärungslehrbataillon 11 in Munster diente Wagner als Zugführer, S3- und S2-Offizier. Von 1979 bis 1982 war er Kompaniechef der 2. Kompanie dieses Bataillons.
Seine Generalstabsausbildung erhielt er von 1982 bis 1984 sowie bis 1990 den Army Staff Course in Camberley/England und Verwendungen im II. Korps in Ulm (als G2) sowie bei der NATO-Heeresgruppe Nord in Rheindahlen als G3 Plans. Von 1990 bis 1992 kommandierte er das Panzeraufklärungsbataillon 7 in Augustdorf. Unter seiner Führung richtete das Bataillon 1992 den internationalen militärischen Vielseitigkeitswettbewerb um den Boeselager-Pokal aus.
Von 1992 bis 1995 war er Verbindungsoffizier am Staff College der British Army in Camberley. Von 1995 bis 2000 arbeitete Wagner im Bundesministerium der Verteidigung als G 3 Einsatzführung und Referatsleiter Einsatzplanung. Von 2000 bis 2002 war er Chef des Stabes der 13. Panzergrenadierdivision sowie in dieser Verwendung Chef des Stabes des deutschen Einsatzkontingentes KFOR (2001–2002, sechs Monate).
Von 2002 bis 2004 diente Wagner als Verbindungsoffizier des Bundesministerium der Verteidigung beim Bundespräsidenten. 2005 bis 2008 war er deutscher Verteidigungsattache in Moskau. Am 6. Februar 2009 trat Wagner seinen Dienst als stellvertretender Divisionskommandeur und Kommandeur Divisionstruppen der 1. Panzerdivision in Hannover an. Mit dem Ablauf des 31. März 2012 trat Wagner in den Ruhestand, er lebt in Berlin.